# パトリック・アレン
サー・パトリック・リントン・アレン（英:  Sir Patrick Linton Allen, ON GCMG CD, 1951年2月7日 - ）は、ジャマイカの政治家、元セブンスデー・アドベンチスト教会牧師。2009年2月26日から同国第6代総督を務める。総督就任前はジャマイカにおけるセブンスデー・アドベンチスト教会の大司教として影響力を及ぼした。

## 経歴
1951年2月7日に首都キングストンで誕生。アレンは5人兄弟の4人目であった。アレンが生まれ育った地域はハリケーンで荒廃し、両親は農家を営んでいたが、極貧生活を苦いられた。1962年9月15日、11歳のアレンはセブンスデーアドベンチスト教会から洗礼を受ける。父が病に倒れると生活のために10代で教師になる。
19歳で父を亡くすと専門学校で教育を学ぶ。教師を辞した後に米国のアンドリュース大学に留学し、1985年に歴史及び宗教の学士を取得し、1年後に神学に関する修士を取得。牧師として奉仕するためにジャマイカに戻り、国内のセブンスデーアドベンチスト教会主任司教となる。西インド諸島セブンスデーアドベンチスト連合に就任する。2005年に再選し、会長としてエイズやDVを減らしていきたいと目標を掲げた。同時にノーザンカリビアン大学とアンドリュース記念病院の理事長を兼任。
2008年7月、当時のジャマイカ総督であったケネス・ホールは体調不良を理由に辞任表明を行った。2009年1月13日、ブルース・ゴールディング首相は、アレンがケネス・ホールの後任として総督になることを発表。アレンがセブンスデーアドベンチスト教会との関係を保ち、アレンはアドベンチストで重視されている安息日を遵守していた。安息日が土曜日の場合は公務を遂行できないと示唆したため、物議を醸した。
2009年2月26日、アレンはエリザベス2世から同国第6代総督に任命される。同年3月26日に総督就任記念として、聖マイケル・聖ジョージ勲章を授与された。